# Stephen Beattie
Stephen Halden Beattie, VC (29. března 1908 Leighton, Montgomeryshire, Spojené království – 20. dubna 1975 Mullion, Spojené království) byl britský vojenský námořní kapitán. Byl nositelem Viktoriina kříže, nejvyššího a nejprestižnějšího ocenění za statečnost tváří v tvář nepříteli které může být uděleno příslušníku ozbrojených sil Spojeného království a Commonwealthu.

## Život
Narodil se v Leightonu v Montgomeryshire a vzdělání získal v Abberley Hall School ve Worcesteru. V roce 1925 vstoupil do Royal Navy.
Ve věku 33 let a hodnosti lieutenant-commander (přibližně korvetní kapitán) získal během druhé světové války Viktoriin kříž, jako velitel HMS Campbeltown během nájezdu na St. Nazaire, za následující čin:
Za velkou statečnost a odhodlání během útoku na St. Nazaire kde velel HMS Campbeltown. Pod intenzivní palbou směřující na můstek z bezprostřední blízkosti asi 100 yardů, a v oslepující záři mnoha světlometů, navedl loď do vrat doku, kde ji potopil v plánované pozici.

Viktoriin kříž je Lieutenant-Commanderovi Beattiemu udělen nejen v uznání nejen jeho vlastní chrabrosti, ale též oné nejmenovaných důstojníků a námořníků jeho mimořádně statečné posádky, z nichž se mnozí nevrátili.

Po najetí lodi na břeh byl zajat Němci a v zajetí byl držen až do roku 1945. V roce 1947 byl vyznamenán francouzským řádem Čestné legie. V poválečné době dosáhl hodnosti kapitána. Zemřel v Mullionu v Cornwallu.
Jeho Viktoriin kříž je vystaven v Imperial War Museum v Londýně.